# Saint-Chaptes
Saint-Chaptes [sɛ̃ ʃapt], Villa Sancta-Agatha (Gallia Christiana, t. VI, p. 304) en 1121, est une commune française située dans le centre du département du Gard, en région Occitanie.
Exposée à un climat méditerranéen, elle est drainée par le Gard, le ruisseau de l'Auriol, Valat de Gouloubert, Valat de la Combe, Valat de la Dame, Valat de la Font Saint-Estève et par deux autres cours d'eau. Incluse dans les gorges du Gardon, la commune possède un patrimoine naturel remarquable composé de trois zones naturelles d'intérêt écologique, faunistique et floristique.
Saint-Chaptes est une commune rurale qui compte 2 030 habitants en 2022, après avoir connu une forte hausse de la population depuis 1975. Elle fait partie de l'aire d'attraction de Nîmes. Ses habitants sont appelés les Saint-Chaptois ou  Saint-Chaptoises.
Saint-Chaptes, commune de la communauté d'agglomération de Nîmes Métropole et chef-lieu de canton, est l'une de 79 communes du S.CO.T. du Sud-Gard et fait partie des 41 communes du pays Garrigues et Costières de Nîmes.
Le patrimoine architectural de la commune comprend deux  immeubles protégés au titre des monuments historiques : le château, inscrit en 1988, et le domaine de la Tour, classé  en 2011.

## Géographie
Le village est situé à environ 20 km du centre de Nîmes par la route, 14 km d'Uzès et 27 km d'Alès.
| Moussac                           | Saint-Dézéry  |                          |
| Sauzet, Saint-Geniès-de-Malgoirès | Saint-Chaptes | Garrigues-Sainte-Eulalie |
| La Calmette                       | Dions         | Sainte-Anastasie         |

### Climat
Pour des articles plus généraux, voir Climat de l'Occitanie et Climat du Gard.
En 2010, le climat de la commune est de type climat méditerranéen franc, selon une étude s'appuyant sur une série de données couvrant la période 1971-2000. En 2020, Météo-France publie une typologie des climats de la France métropolitaine dans laquelle la commune est exposée à un climat méditerranéen et est dans la région climatique Provence, Languedoc-Roussillon, caractérisée par une pluviométrie faible en été, un très bon ensoleillement (2 600 h/an), un été chaud (21,5 °C), un air très sec en été, sec en toutes saisons, des vents forts (fréquence de 40 à 50 % de vents > 5 m/s) et peu de brouillards.
Pour la période 1971-2000, la température annuelle moyenne est de 13,9 °C, avec une amplitude thermique annuelle de 17,8 °C. Le cumul annuel moyen de précipitations est de 811 mm, avec 6,4 jours de précipitations en janvier et 3 jours en juillet. Pour la période 1991-2020, la température moyenne annuelle observée sur la station météorologique la plus proche, située sur la commune de La Rouvière à 6 km à vol d'oiseau, est de 14,5 °C et le cumul annuel moyen de précipitations est de 914,4 mm,. Pour l'avenir, les paramètres climatiques de la commune estimés pour 2050 selon différents scénarios d’émission de gaz à effet de serre sont consultables sur un site dédié publié par Météo-France en novembre 2022.

### Milieux naturels et biodiversité

#### Espaces protégés
La protection réglementaire est le mode d’intervention le plus fort pour préserver des espaces naturels remarquables et leur biodiversité associée,.
La commune fait également partie des gorges du Gardon, un territoire  reconnu réserve de biosphère par l'UNESCO en 2015 pour l'importante biodiversité qui la caractérise, mariant garrigues, plaines agricoles et yeuseraies,.

#### Zones naturelles d'intérêt écologique, faunistique et floristique
L’inventaire des zones naturelles d'intérêt écologique, faunistique et floristique (ZNIEFF) a pour objectif de réaliser une couverture des zones les plus intéressantes sur le plan écologique, essentiellement dans la perspective d’améliorer la connaissance du patrimoine naturel national et de fournir aux différents décideurs un outil d’aide à la prise en compte de l’environnement dans l’aménagement du territoire.
Deux ZNIEFF de type 1 sont recensées sur la commune :
la « plaine de Saint-Chaptes » (2 279 ha), couvrant 5 communes du département, et 
la « rivière du Gardon entre Moussac et Russan » (682 ha), couvrant 7 communes du département
et une ZNIEFF de type 2, : 
la « vallée moyenne des Gardons » (1 848 ha), couvrant 24 communes du département.

Carte des ZNIEFF de type 1 et 2 à Saint-Chaptes.
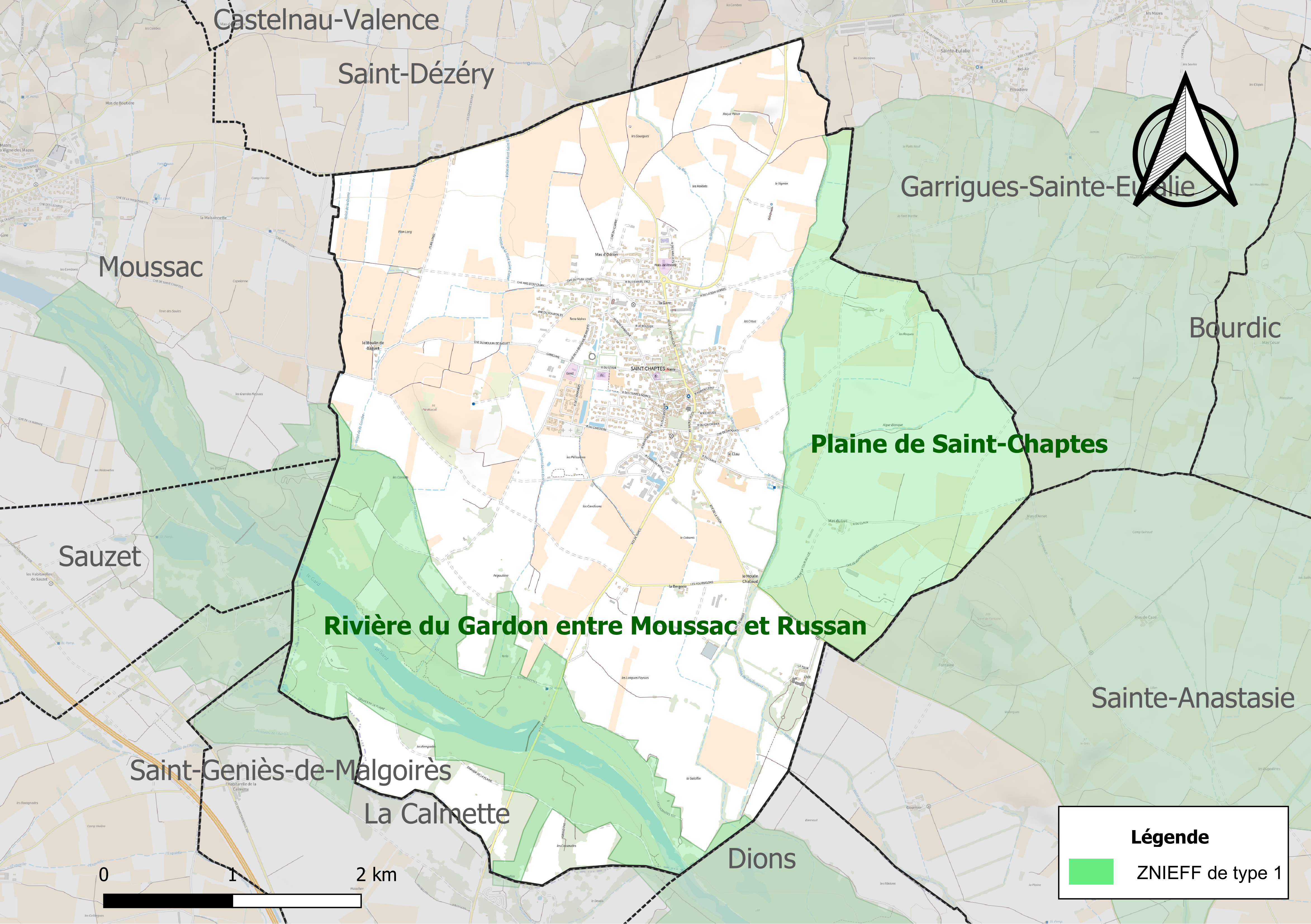
Carte des ZNIEFF de type 1 sur la commune.
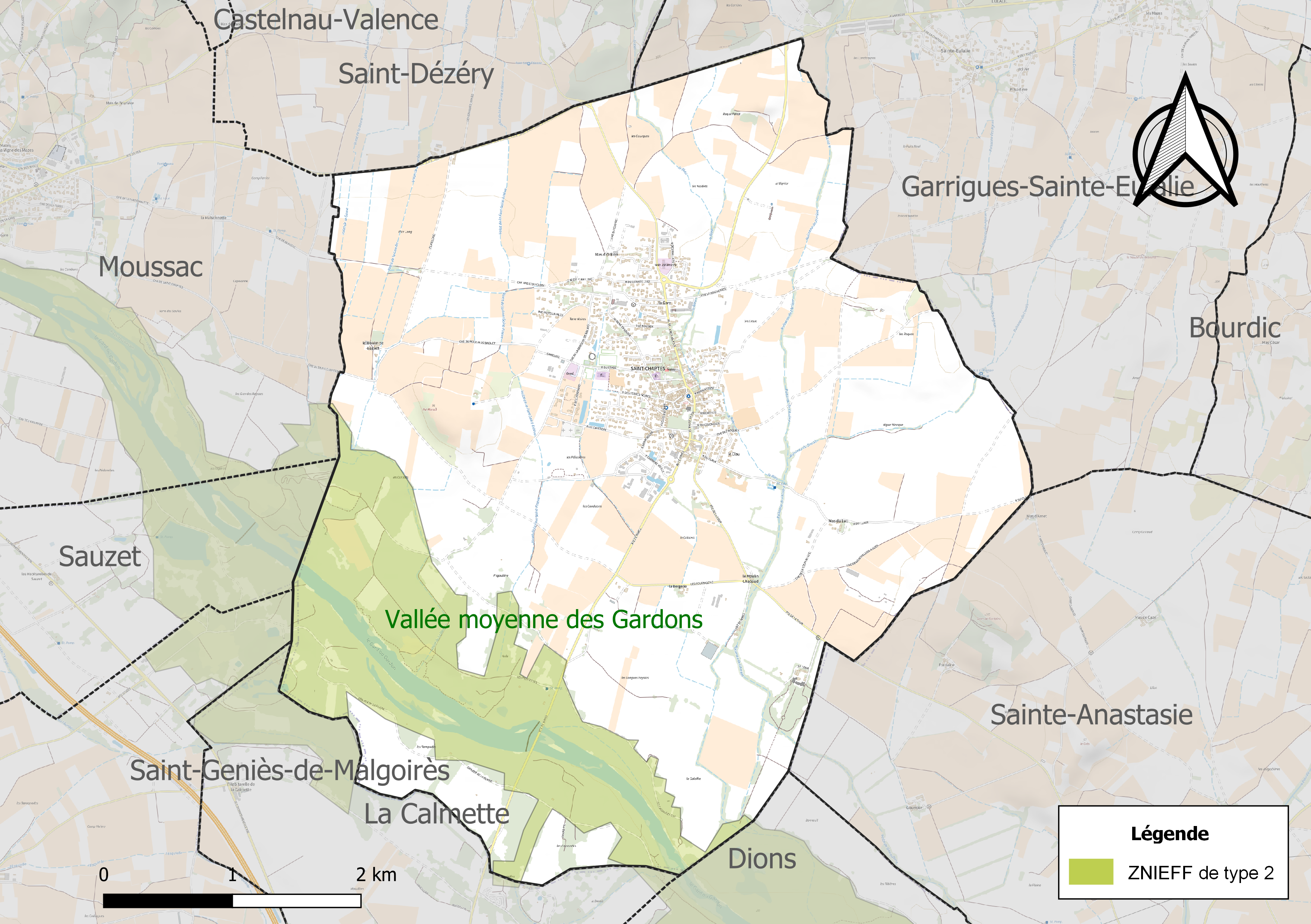
Carte de la ZNIEFF de type 2 sur la commune.

## Urbanisme

### Typologie
Au 1er janvier 2024, Saint-Chaptes est catégorisée bourg rural, selon la nouvelle grille communale de densité à sept niveaux définie par l'Insee en 2022.
Elle est située hors unité urbaine. Par ailleurs la commune fait partie de l'aire d'attraction de Nîmes, dont elle est une commune de la couronne,. Cette aire, qui regroupe 92 communes, est catégorisée dans les aires de 200 000 à moins de 700 000 habitants,.

### Occupation des sols
L'occupation des sols de la commune, telle qu'elle ressort de la base de données européenne d’occupation biophysique des sols Corine Land Cover (CLC), est marquée par l'importance des territoires agricoles (79,1 % en 2018), en diminution par rapport à 1990 (83,1 %). La répartition détaillée en 2018 est la suivante : 
cultures permanentes (38,7 %), terres arables (33,7 %), forêts (11,7 %), zones urbanisées (8,6 %), zones agricoles hétérogènes (4 %), prairies (2,7 %), milieux à végétation arbustive et/ou herbacée (0,6 %). L'évolution de l’occupation des sols de la commune et de ses infrastructures peut être observée sur les différentes représentations cartographiques du territoire : la carte de Cassini (XVIIIe siècle), la carte d'état-major (1820-1866) et les cartes ou photos aériennes de l'IGN pour la période actuelle (1950 à aujourd'hui).

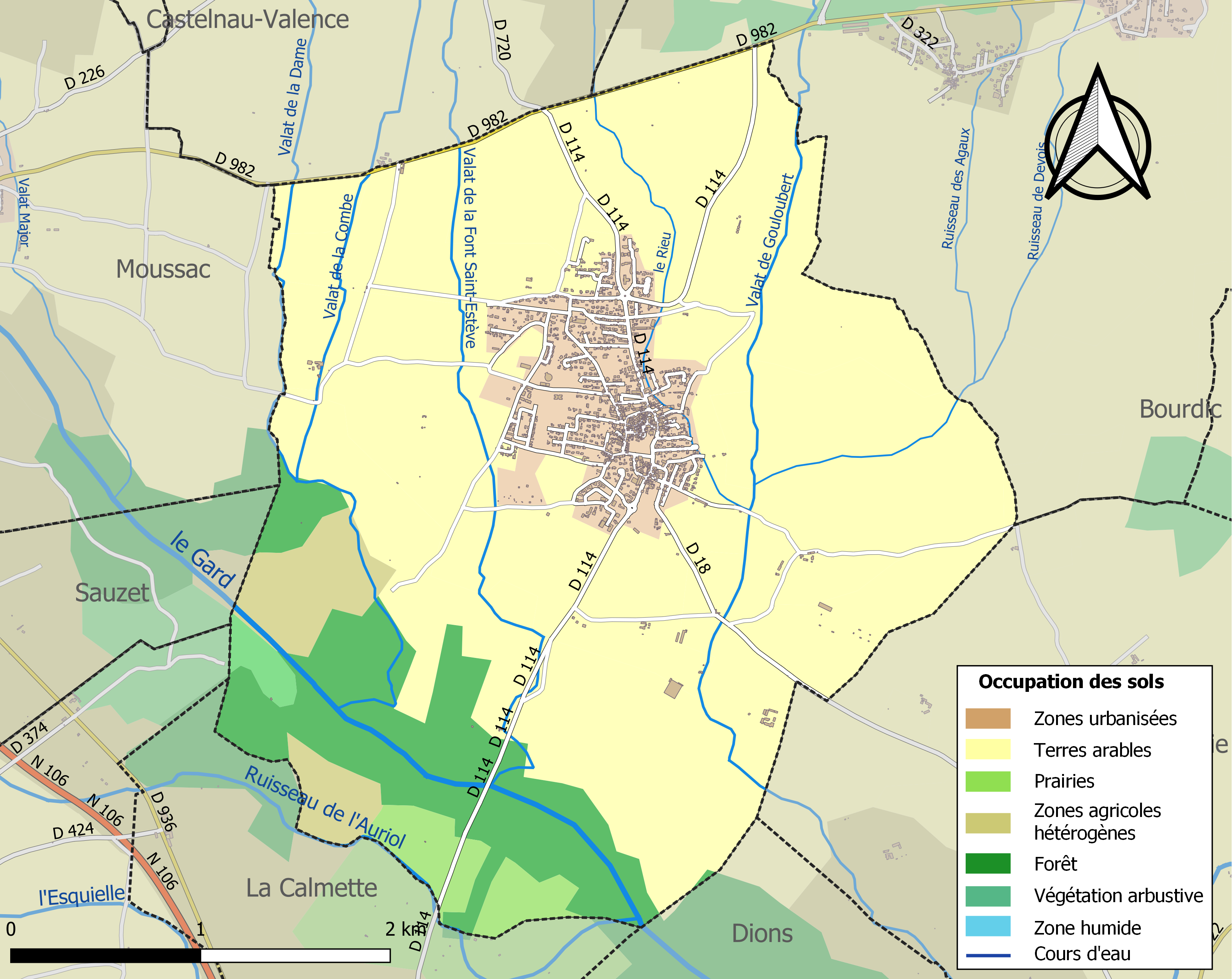
Carte des infrastructures et de l'occupation des sols de la commune en 2018 (CLC).

### Risques majeurs
Le territoire de la commune de Saint-Chaptes est vulnérable à différents aléas naturels : météorologiques (tempête, orage, neige, grand froid, canicule ou sécheresse), inondations, feux de forêts et séisme (sismicité faible). Il est également exposé à un risque technologique, la rupture d'un barrage. Un site publié par le BRGM permet d'évaluer simplement et rapidement les risques d'un bien localisé soit par son adresse soit par le numéro de sa parcelle.

#### Risques naturels
Certaines parties du territoire communal sont susceptibles d’être affectées par le risque d’inondation par débordement de cours d'eau et par une crue torrentielle ou à montée rapide de cours d'eau, notamment le Gard et le ruisseau de l'Auriol. La commune a été reconnue en état de catastrophe naturelle au titre des dommages causés par les inondations et coulées de boue survenues en 1982, 1994, 1995, 2002, 2005 et 2014,.

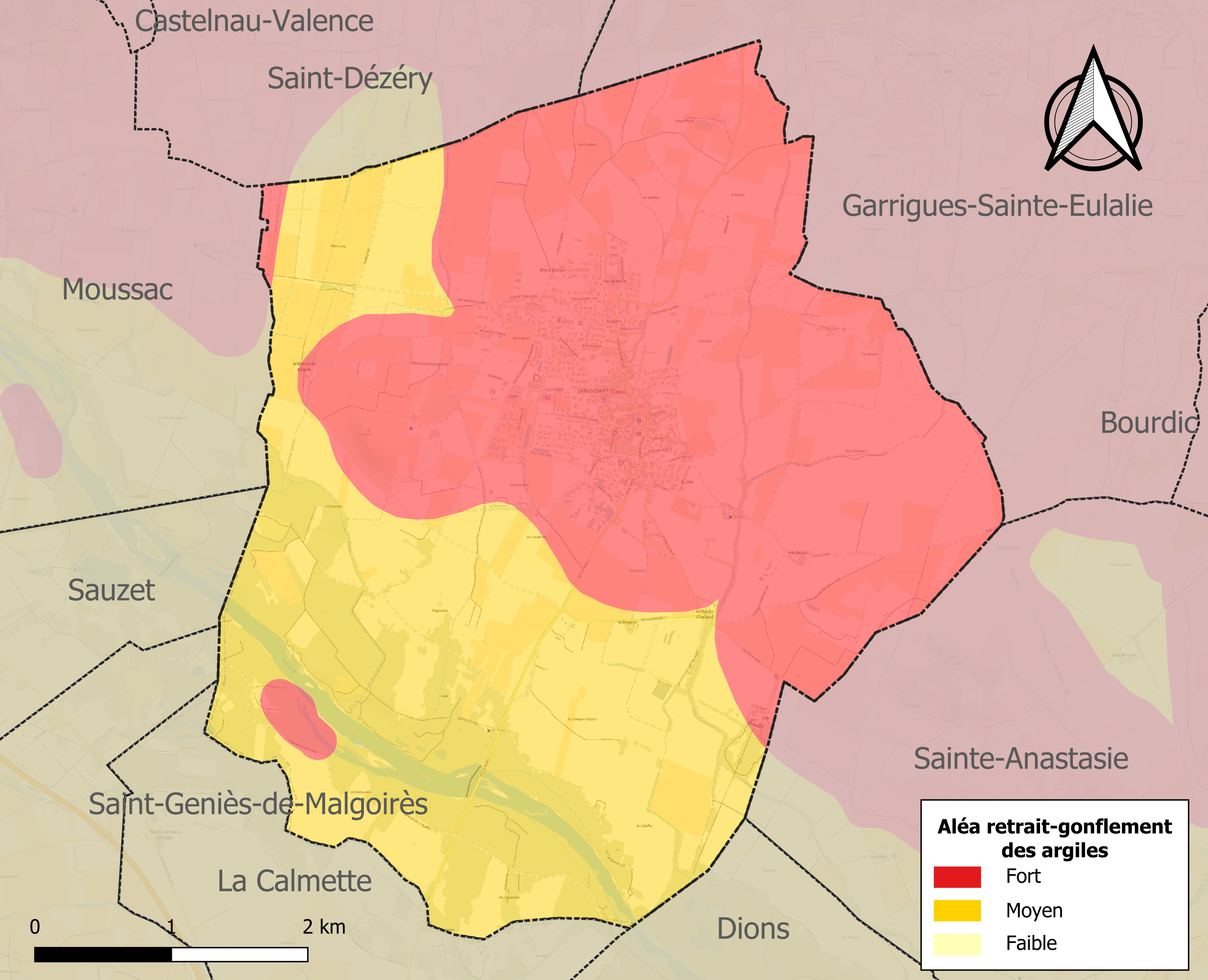
Carte des zones d'aléa retrait-gonflement des sols argileux de Saint-Chaptes.

Le retrait-gonflement des sols argileux est susceptible d'engendrer des dommages importants aux bâtiments en cas d’alternance de périodes de sécheresse et de pluie. La totalité de la commune est en aléa moyen ou fort (67,5 % au niveau départemental et 48,5 % au niveau national). Sur les 704 bâtiments dénombrés sur la commune en 2019, 704 sont en aléa moyen ou fort, soit 100 %, à comparer aux 90 % au niveau départemental et 54 % au niveau national. Une cartographie de l'exposition du territoire national au retrait gonflement des sols argileux est disponible sur le site du BRGM,.
Par ailleurs, afin de mieux appréhender le risque d’affaissement de terrain, l'inventaire national des cavités souterraines permet de localiser celles situées sur la commune.

#### Risques technologiques
La commune est en outre située en aval du barrage de Sainte-Cécile-d'Andorge, un ouvrage de classe A doté d'un PPI. À ce titre elle est susceptible d’être touchée par l’onde de submersion consécutive à la rupture de cet ouvrage.

## Histoire
Au cours de la Révolution française, la commune porte provisoirement le nom de Beauregard.

### Les Hospitaliers
Le mas du Luc et le domaine attenant de 32 hectares appartiennent à la Commanderie de Saint Christol de l'ordre de Saint-Jean de Jérusalem. L'ensemble est vendu comme bien national, en 1790, et acheté par Louis Joyeux, négociant de Nîmes, moyennant la somme importante de 90 600 livres.

### Toponymie
Contrairement aux apparences, est un nom de sainte. La forme ancienne de ce nom de commune est, en 1121, Sancta Agatha, ce qui signifie qu'il représente Agatha, vierge et martyre du IIIe siècle. L'élision Sant(a) Ag(a)ta (le mot est accentué sur la première syllabe) a entraîné Sanch Agta, compris comme un masculin ; la mécoupure a fait le reste : San Chate et Saint-Chaptes.[réf. nécessaire]

## Héraldique
| Blason de Saint-Chaptes | Blason  | De vair au pal losangé d'argent et de sinople.   |
| Blason de Saint-Chaptes | Détails | Le statut officiel du blason reste à déterminer. |

## Politique et administration

### Rattachements électoraux
Pour l'élection des députés, elle fait partie de la quatrième circonscription du Gard.

### Tendances politiques et résultats
| Période                                  | Période  | Identité              | Étiquette | Qualité                                                       |
| ---------------------------------------- | -------- | --------------------- | --------- | ------------------------------------------------------------- |
| mars 2001                                | 2008     | Bertrand Drouot       | UMP       | Député suppléant de la 4e circonscription du Gard (2002-2012) |
| mars 2008                                | En cours | Jean-Claude Mazaudier | DVD       | Retraité Fonction publique                                    |
| Les données manquantes sont à compléter. |          |                       |           |                                                               |

### Intercommunalité
La commune fait partie de la communauté d'agglomération Nîmes Métropole (CANIM), dont le siège se trouve à Nîmes.

## Démographie
L'évolution du nombre d'habitants est connue à travers les recensements de la population effectués dans la commune depuis 1793. Pour les communes de moins de 10 000 habitants, une enquête de recensement portant sur toute la population est réalisée tous les cinq ans, les populations de référence des années intermédiaires étant quant à elles estimées par interpolation ou extrapolation. Pour la commune, le premier recensement exhaustif entrant dans le cadre du nouveau dispositif a été réalisé en 2007.

En 2022, la commune comptait 2 030 habitants, en évolution de +9,26 % par rapport à 2016 (Gard : +2,97 %, France hors Mayotte : +2,11 %).
| 1793 | 1800 | 1806 | 1821 | 1831 | 1836 | 1841 | 1846 | 1851 |
| ---- | ---- | ---- | ---- | ---- | ---- | ---- | ---- | ---- |
| 489  | 461  | 515  | 632  | 732  | 740  | 758  | 766  | 796  |

| 1856 | 1861 | 1866 | 1872 | 1876 | 1881 | 1886 | 1891 | 1896 |
| ---- | ---- | ---- | ---- | ---- | ---- | ---- | ---- | ---- |
| 804  | 868  | 871  | 873  | 865  | 755  | 775  | 806  | 815  |

| 1901 | 1906 | 1911 | 1921 | 1926 | 1931 | 1936 | 1946 | 1954 |
| ---- | ---- | ---- | ---- | ---- | ---- | ---- | ---- | ---- |
| 844  | 859  | 857  | 756  | 748  | 772  | 768  | 763  | 757  |

| 1962 | 1968 | 1975 | 1982 | 1990 | 1999  | 2006  | 2007  | 2012  |
| ---- | ---- | ---- | ---- | ---- | ----- | ----- | ----- | ----- |
| 735  | 714  | 652  | 814  | 889  | 1 184 | 1 478 | 1 520 | 1 743 |

| 2017  | 2022  | - | - | - | - | - | - | - |
| ----- | ----- | - | - | - | - | - | - | - |
| 1 865 | 2 030 | - | - | - | - | - | - | - |

## Économie

### Revenus
En 2018  (données Insee publiées en septembre 2021), la commune compte 772 ménages fiscaux, regroupant 1 856 personnes. La médiane du revenu disponible par unité de consommation est de 20 700 € (20 020 € dans le département).

### Emploi
|                | 2008   | 2013  | 2018   |
| -------------- | ------ | ----- | ------ |
| Commune        | 6,6 %  | 8,4 % | 10,4 % |
| Département    | 10,6 % | 12 %  | 12 %   |
| France entière | 8,3 %  | 10 %  | 10 %   |

En 2018, la population âgée de 15 à 64 ans s'élève à 1 142 personnes, parmi lesquelles on compte 74,6 % d'actifs (64,2 % ayant un emploi et 10,4 % de chômeurs) et 25,4 % d'inactifs,. En  2018, le taux de chômage communal (au sens du recensement) des 15-64 ans est inférieur à celui du département, mais supérieur à celui de la France, alors qu'en 2008 il était inférieur à celui de la France.
La commune fait partie de la couronne de l'aire d'attraction de Nîmes, du fait qu'au moins 15 % des actifs travaillent dans le pôle,. Elle compte 448 emplois en 2018, contre 505 en 2013 et 421 en 2008. Le nombre d'actifs ayant un emploi résidant dans la commune est de 738, soit un indicateur de concentration d'emploi de 60,6 % et un taux d'activité parmi les 15 ans ou plus de 56,4 %.
Sur ces 738 actifs de 15 ans ou plus ayant un emploi, 186 travaillent dans la commune, soit 25 % des habitants. Pour se rendre au travail, 85,3 % des habitants utilisent un véhicule personnel ou de fonction à quatre roues, 2,1 % les transports en commun, 7,8 % s'y rendent en deux-roues, à vélo ou à pied et 4,8 % n'ont pas besoin de transport (travail au domicile).

### Activités hors agriculture

#### Secteurs d'activités
191 établissements sont implantés  à Saint-Chaptes au 31 décembre 2019. Le tableau ci-dessous en détaille le nombre par secteur d'activité et compare les ratios avec ceux du département,.
| Secteur d'activité                                                                                        | Commune | Commune | Département |
| Secteur d'activité                                                                                        | Nombre  | %       | %           |
| --- | ------- | ------- | ----------- |
| Ensemble                                                                                                  | 191     | 100 %   | (100 %)     |
| Industrie manufacturière, industries extractives et autres                                                | 9       | 4,7 %   | (7,9 %)     |
| Construction                                                                                              | 46      | 24,1 %  | (15,5 %)    |
| Commerce de gros et de détail, transports, hébergement et restauration                                    | 42      | 22 %    | (30 %)      |
| Information et communication                                                                              | 2       | 1 %     | (2,2 %)     |
| Activités financières et d'assurance                                                                      | 5       | 2,6 %   | (3 %)       |
| Activités immobilières                                                                                    | 6       | 3,1 %   | (4,1 %)     |
| Activités spécialisées, scientifiques et techniques et activités de services administratifs et de soutien | 35      | 18,3 %  | (14,9 %)    |
| Administration publique, enseignement, santé humaine et action sociale                                    | 32      | 16,8 %  | (13,5 %)    |
| Autres activités de services                                                                              | 14      | 7,3 %   | (8,8 %)     |

Le secteur de la construction est prépondérant sur la commune puisqu'il représente 24,1 % du nombre total d'établissements de la commune (46 sur les 191 entreprises implantées  à Saint-Chaptes), contre 15,5 % au niveau départemental.

#### Entreprises et commerces
Les quatre entreprises ayant leur siège social sur le territoire communal qui génèrent le plus de chiffre d'affaires en 2020 sont : 
- PLS Publicite, activités des agences de publicité (171 k€) ;
- D3J, activités des sièges sociaux (143 k€) ;
- Di-Lorenzo, restauration de type rapide (110 k€) ;
- David Multiservices Plus, autres activités de nettoyage n.c.a. (32 k€).

### Agriculture
La commune est dans les Garrigues, une petite région agricole occupant le centre du département du Gard. En 2020, l'orientation technico-économique de l'agriculture  sur la commune est la viticulture.
|               | 1988 | 2000 | 2010 | 2020 |
| ------------- | ---- | ---- | ---- | ---- |
| Exploitations | 46   | 32   | 19   | 13   |
| SAU (ha)      | 736  | 701  | 496  | 845  |

Le nombre d'exploitations agricoles en activité et ayant leur siège dans la commune est passé de 46 lors du recensement agricole de 1988  à 32 en 2000 puis à 19 en 2010 et enfin à 13 en 2020, soit une baisse de 72 % en 32 ans. Le même mouvement est observé à l'échelle du département qui a perdu pendant cette période 61 % de ses exploitations,. La surface agricole utilisée sur la commune a quant à elle augmenté, passant de 736 ha en 1988 à 845 ha en 2020. Parallèlement la surface agricole utilisée moyenne par exploitation a augmenté, passant de 16 à 65 ha.

## Culture locale et patrimoine

### Lieux et monuments

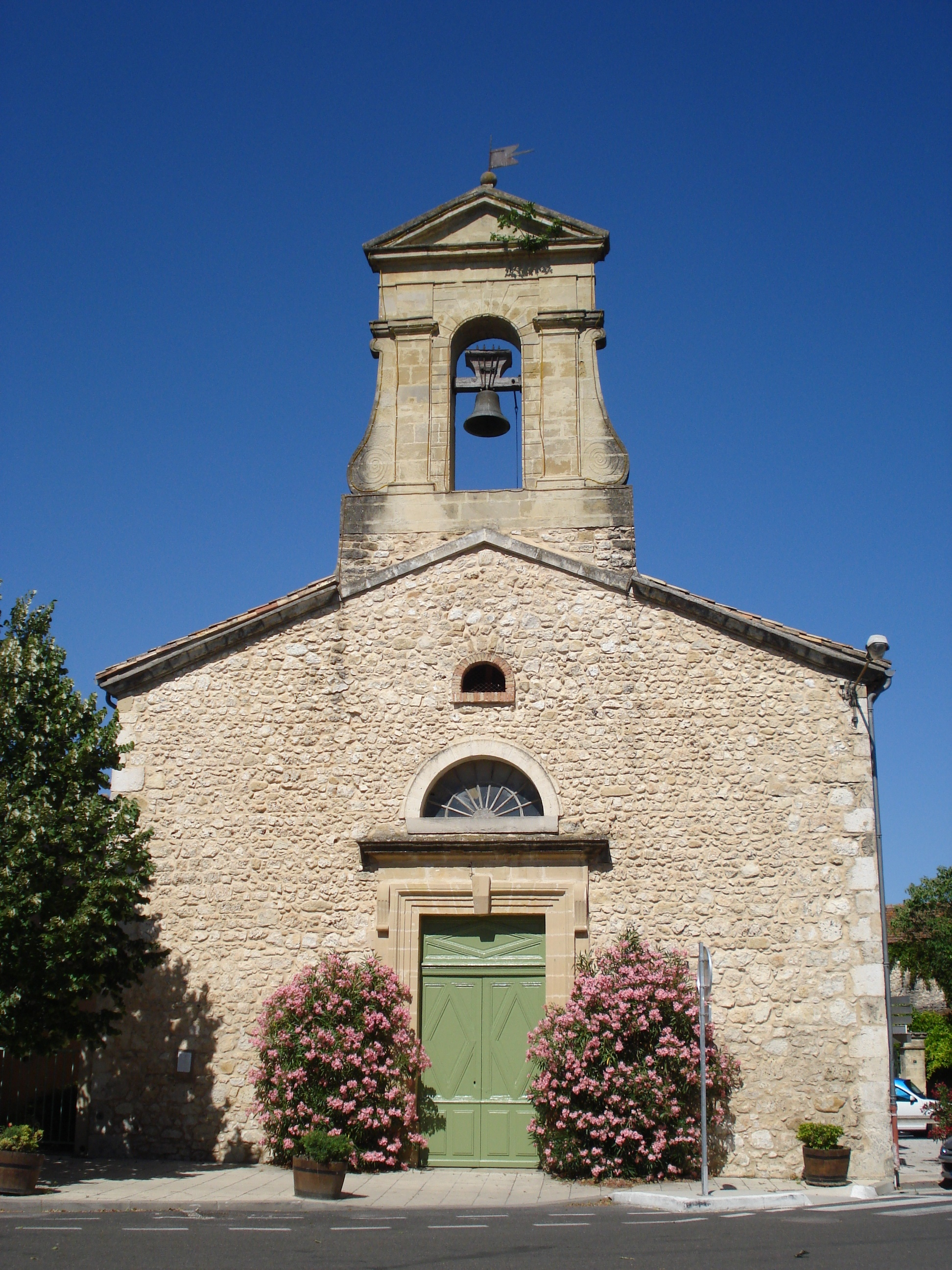
Le temple protestant.

- L'église Sainte-Agathe de Saint-Chaptes.
- Le temple protestant de Saint-Chaptes.
- L'école publique maternelle et primaire de Saint-Chaptes sur le Champ de Foire.
- Le pont du Gardon de Saint-Chaptes.
- La capitelle (cabane en pierre sèche) sur l'un des deux carrefours giratoires de Saint-Chaptes.
- Une statue représentant « la Coupo Santo » sur l'autre carrefour giratoire, au sud de Saint-Chaptes.
- Les arènes.
- Le château de la Tour, construit à partir du XIIIe siècle, au sud-est du village.
- Le château de Saint-Chaptes situé au centre du village. Il hébergea Louis XIII et Richelieu du 29 juin au 2 juillet 1629, au lendemain de la signature de la paix d'Alès.
- Le mas du Luc : L'ensemble est vendu comme bien national, en 1790, et acheté par Louis Joyeux, négociant de Nîmes, moyennant la somme importante de 90 600 livres.
- Le mas du Claux : il appartient, en 1741, à  noble Jean Phélis de Brueys de Brugal. La maison couvre alors 92 canes, soit 368 m² de toiture, et comprend un pigeonnier, 16 m², une cour, 96 m², un jardin et une aire, 4000 m² et une grande terre, de plus de  5 hectares.

### Personnalités liées à la commune
- Antoine Georges François Chabaud, propriétaire du château de la Tour à la mort de son père Antoine Chabaud en 1791. Il est fait baron le 22 novembre 1817 et devient Antoine Georges François baron de Chabaud-Latour.
- Roger Saubert de Larcy, propriétaire du château de la Tour à Saint-Chaptes à partir de 1835.
- Hippolyte Triat (1812-1881), né dans cette ville, fondateur du Gymnase Triat.
- Commandant Albert Edmond Mézergues - Fils de gendarme, il nait le 5 novembre 1886 à Saint-Chaptes et devient aviateur. Mort à 31 ans, des suites de blessures survenues au Maroc, pendant la guerre du Rif, le 15 mai 1925. Voir : La Base École 708 « Commandant Mézergues ».